# تونل گوتهارد
تونل گوتهارد (آلمانی: Gotthardtunnel) یک تونل راه‌آهن در کشور سوئیس است.
این تونل که در سال ۱۸۸۲ تأسیس شده از گاشنن شروع و در آیرولو به پایان می‌رسد، تونل گوتهارد دارای ۱۵ کیلومتر طول و ۸ متر عرض می‌باشد.

## نگارخانه

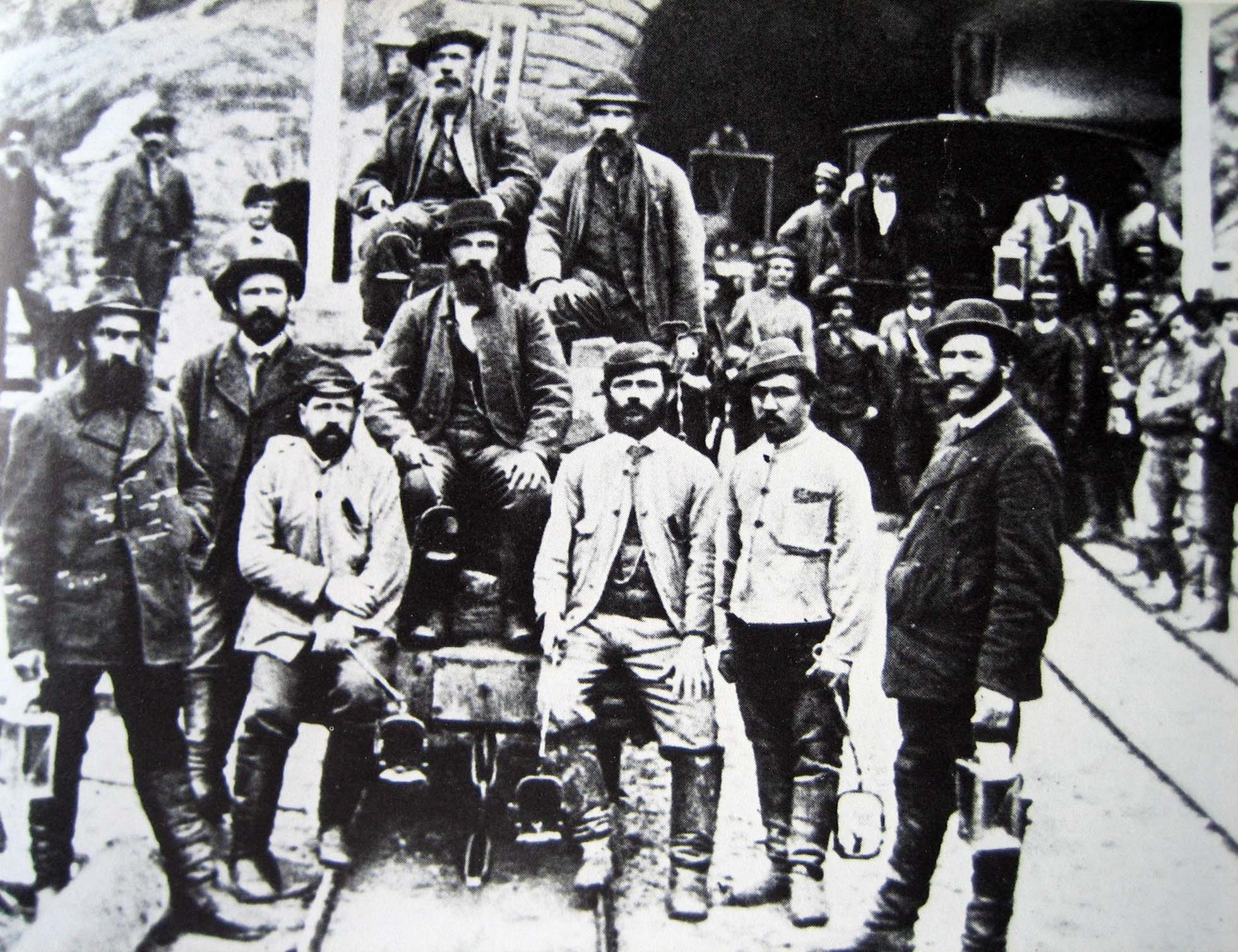
۱۸۸۰
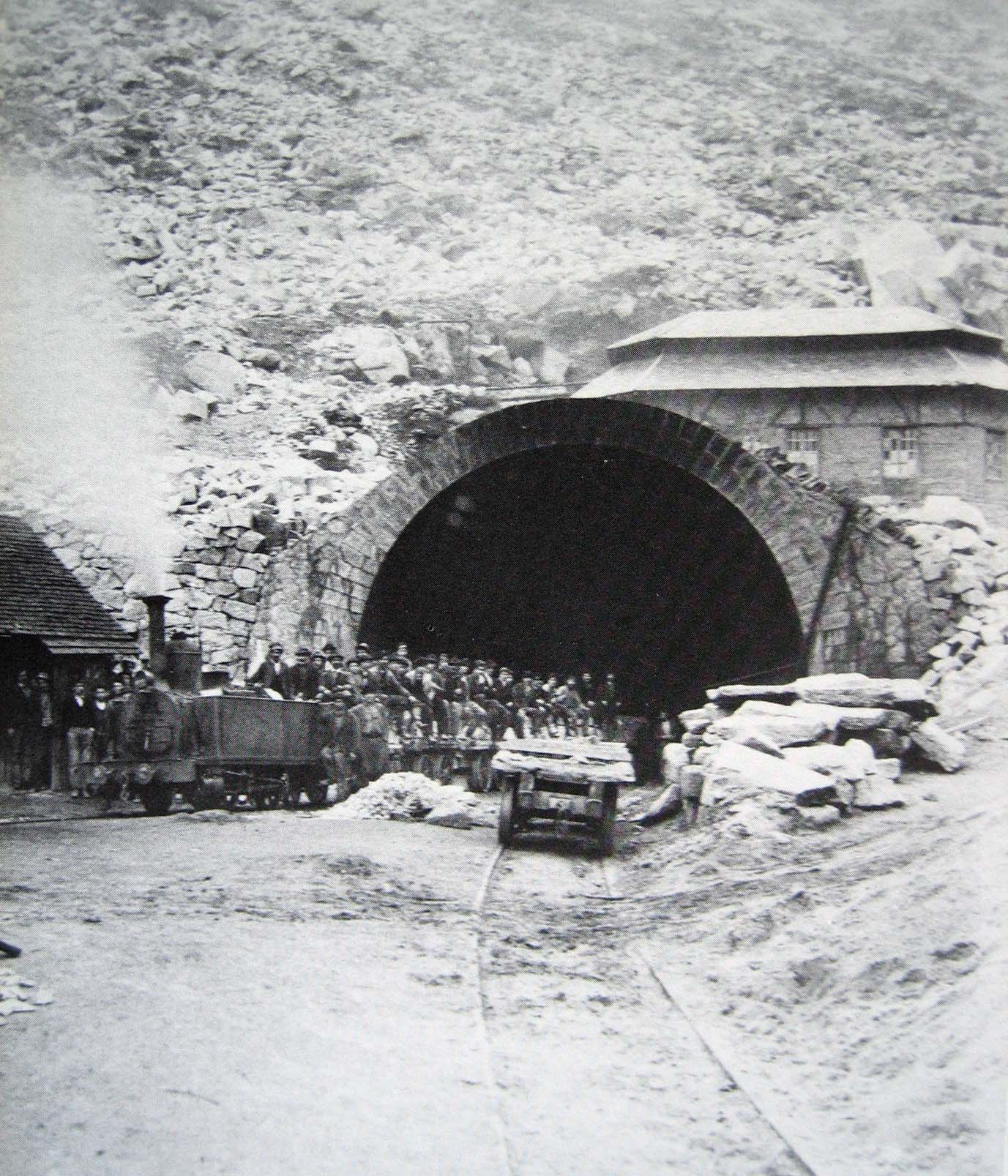
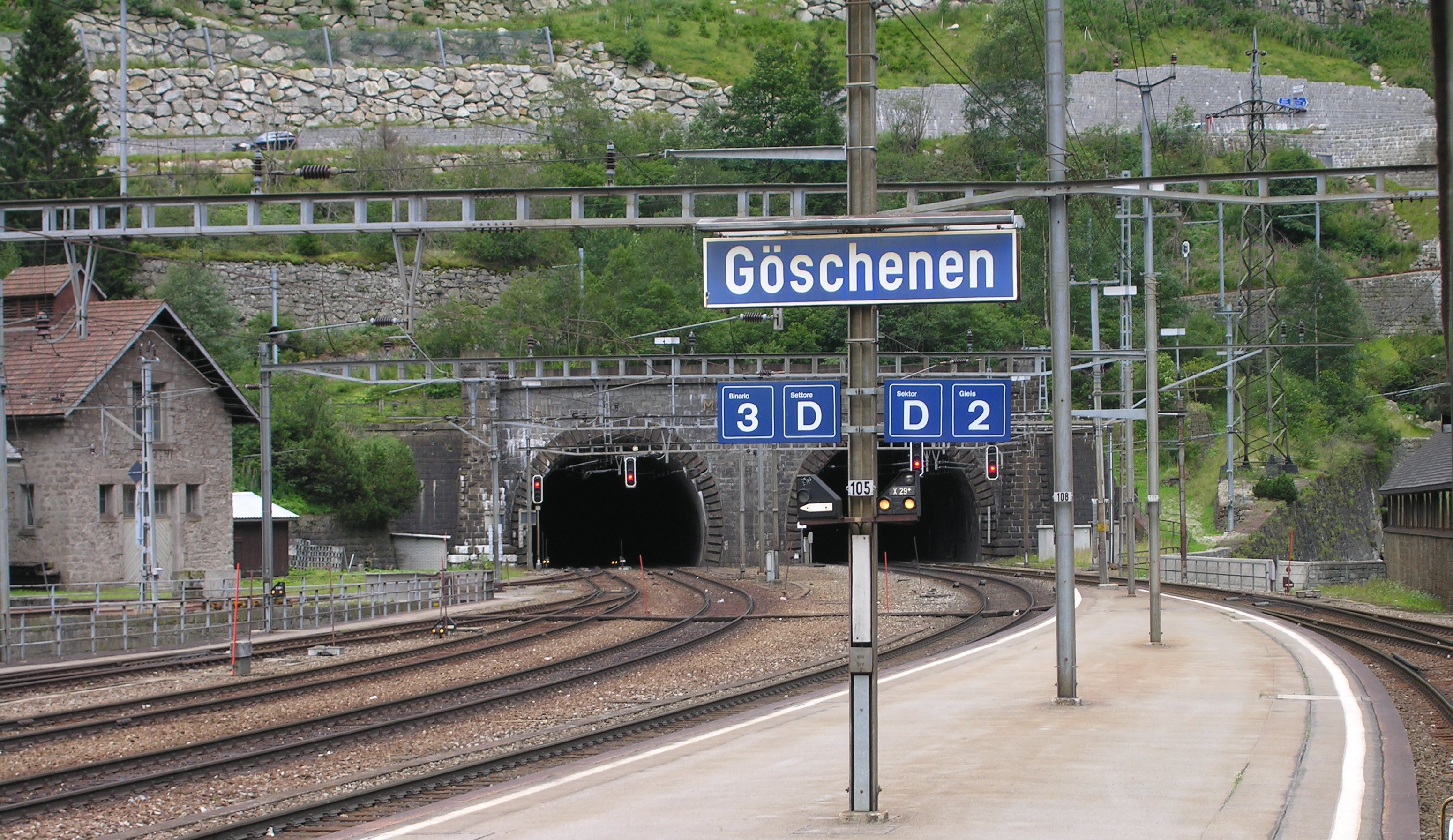
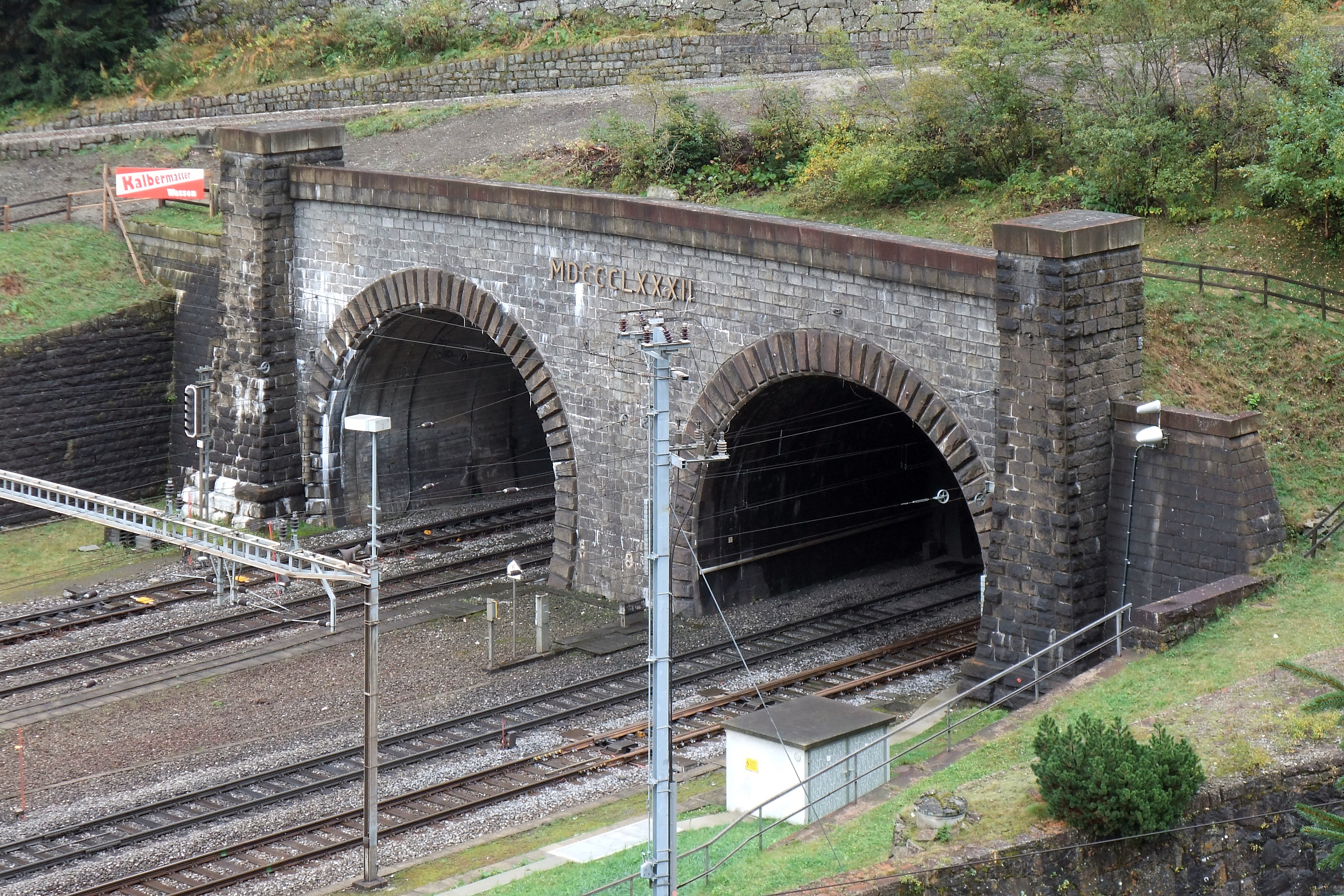
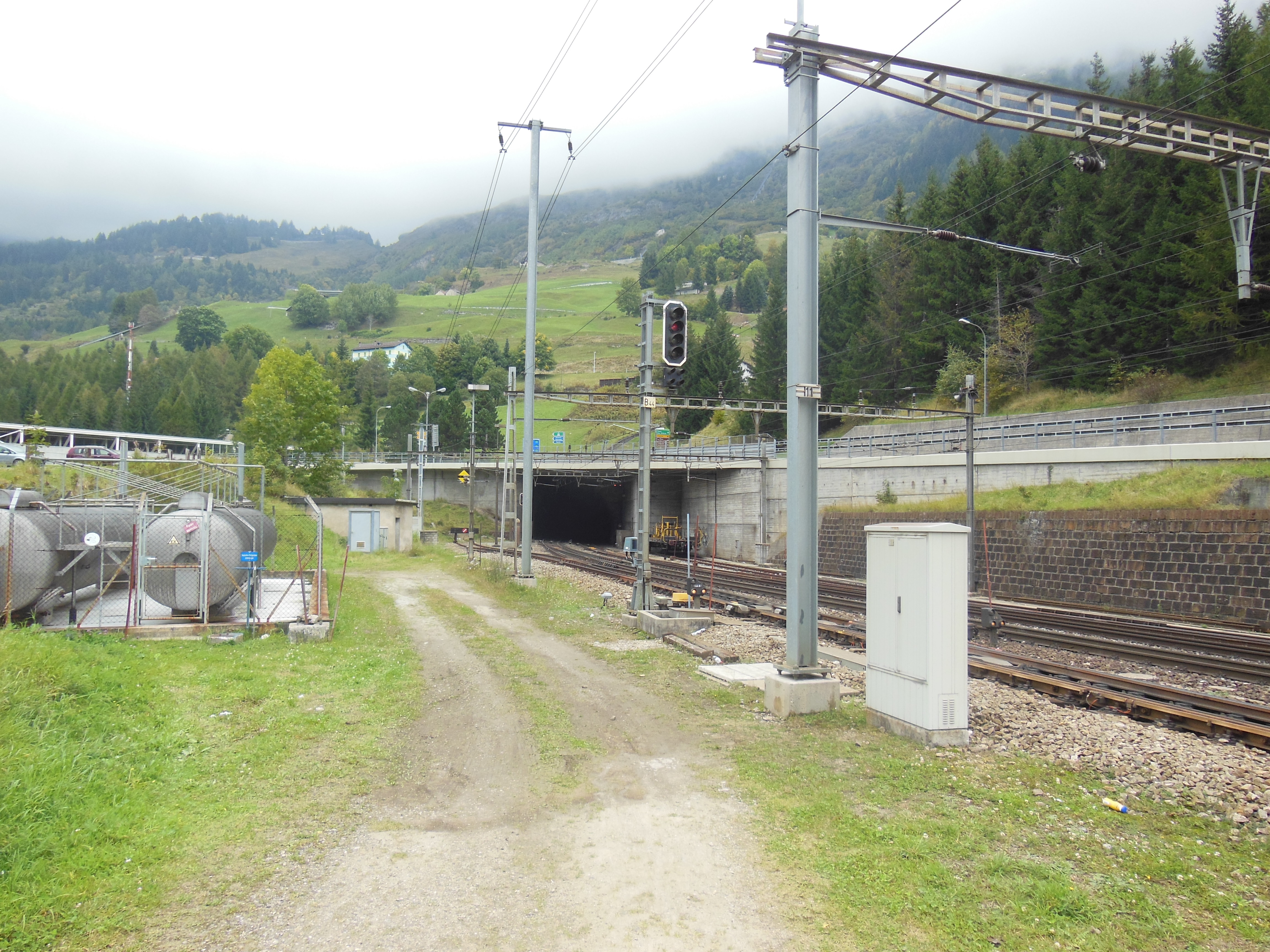
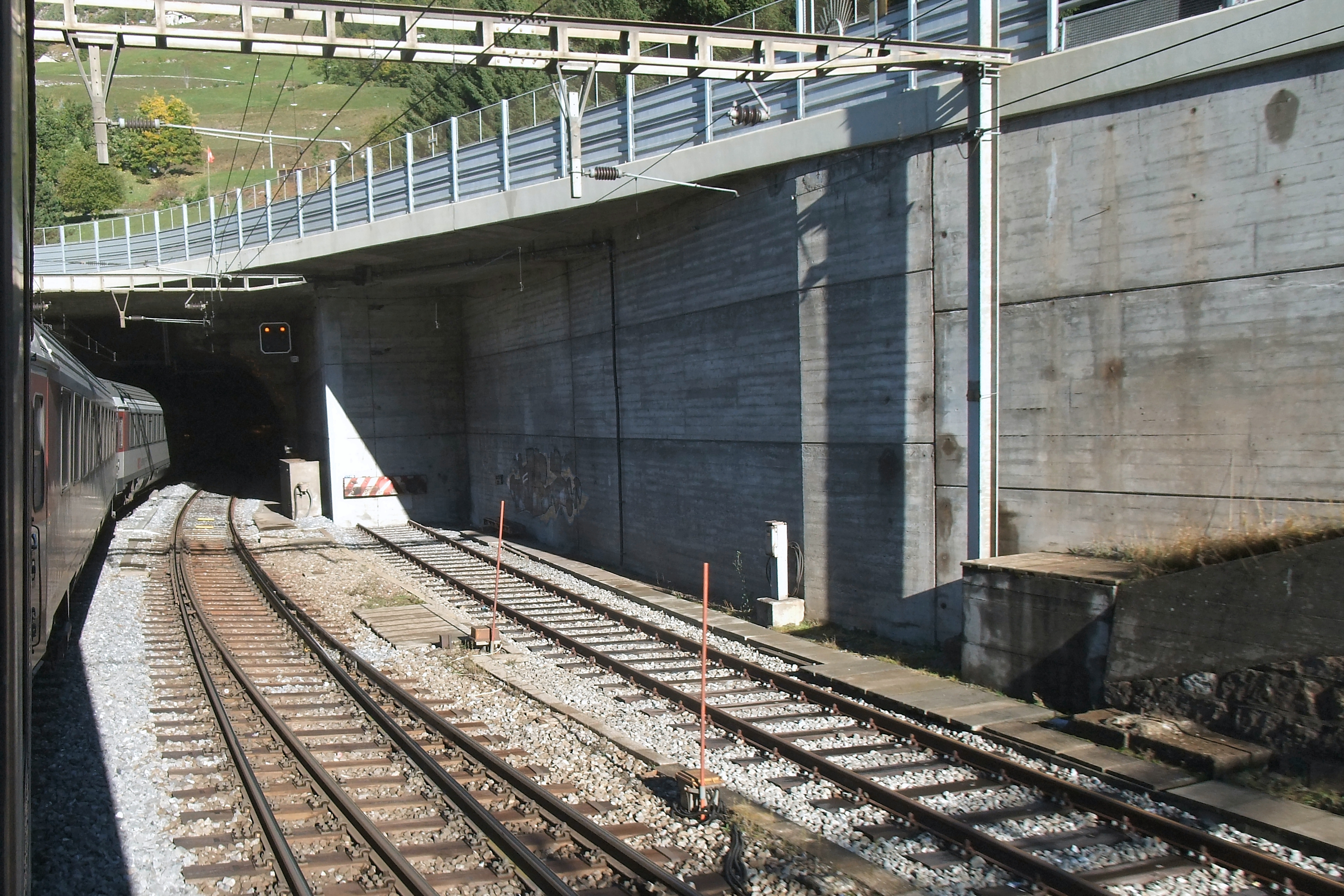
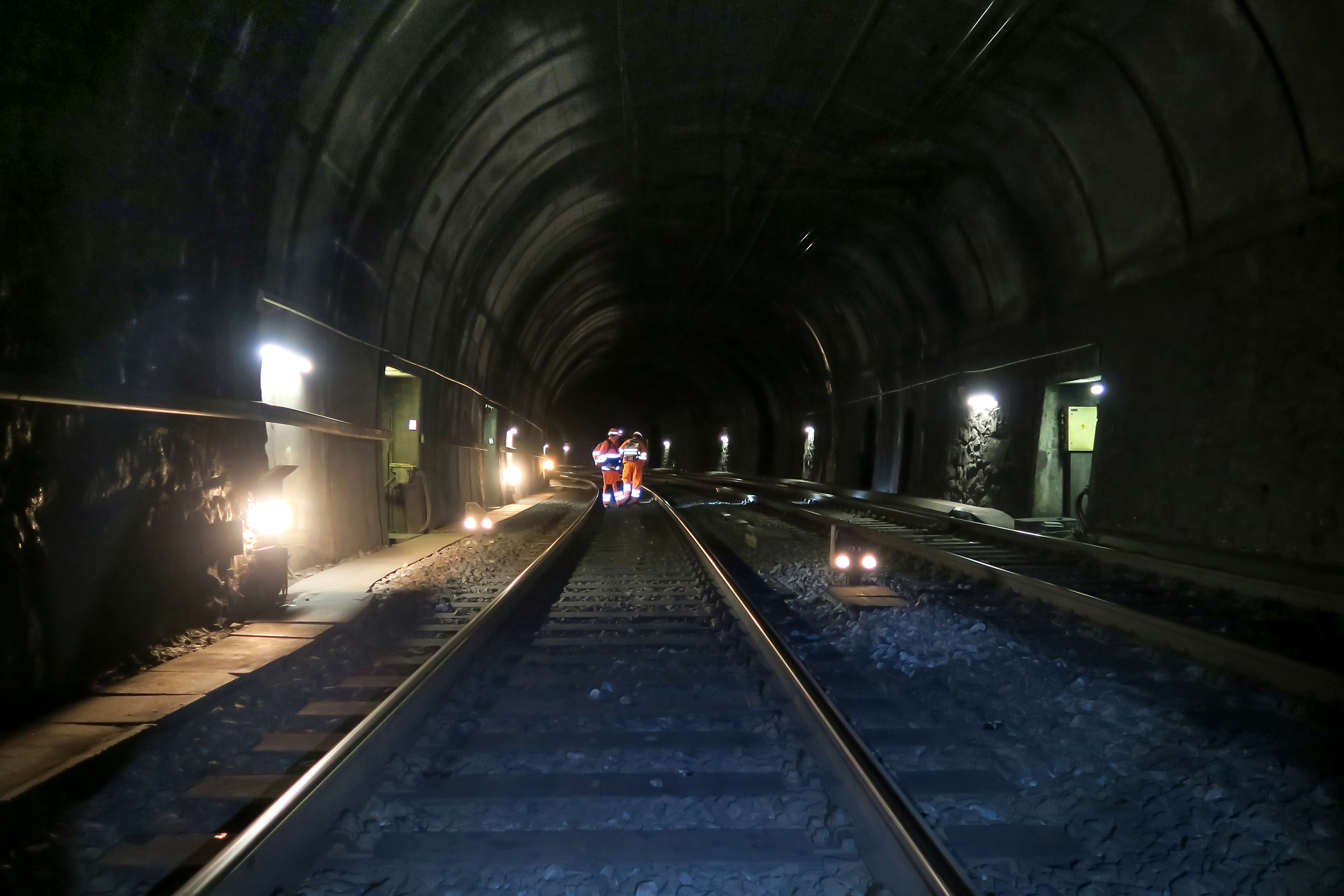
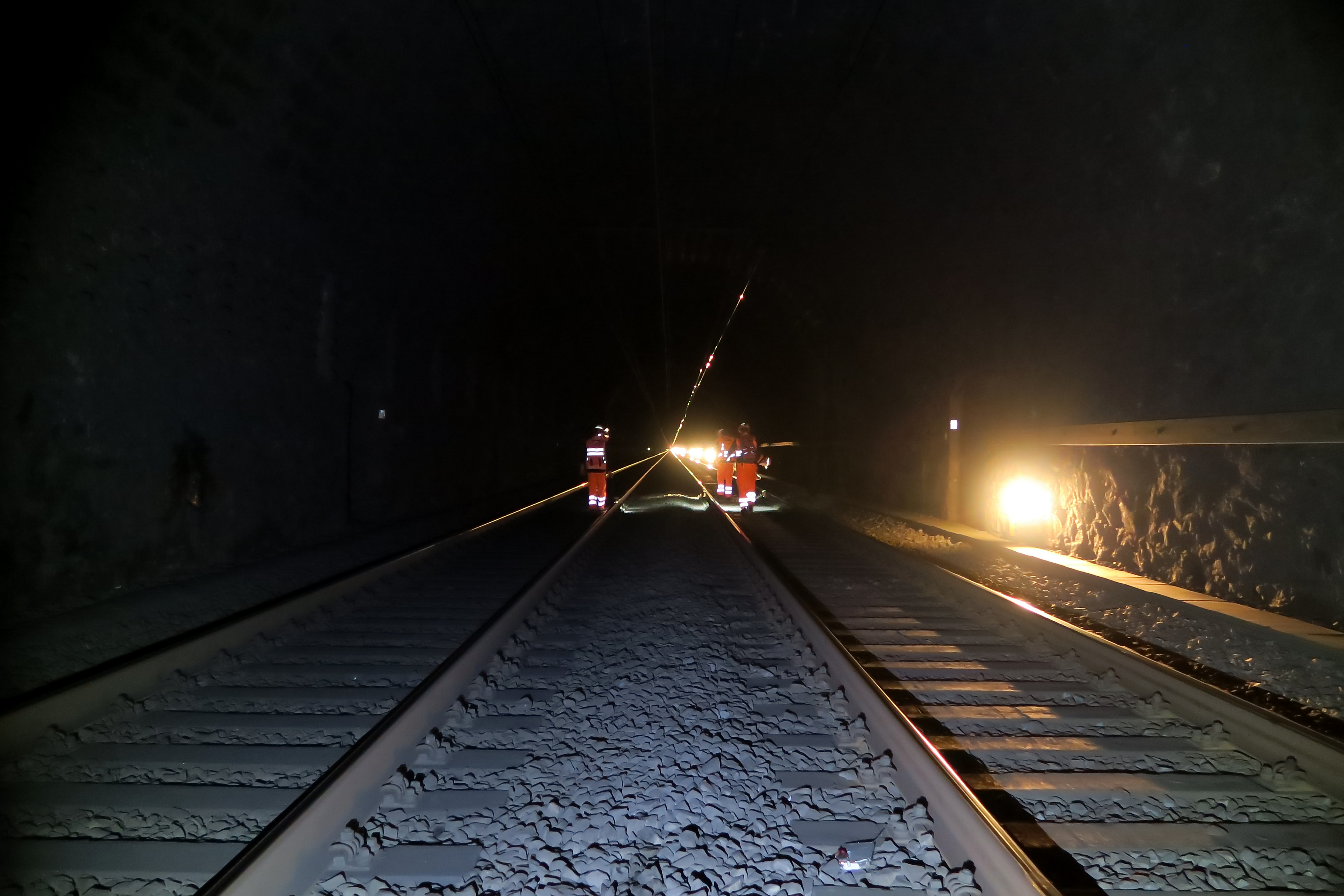
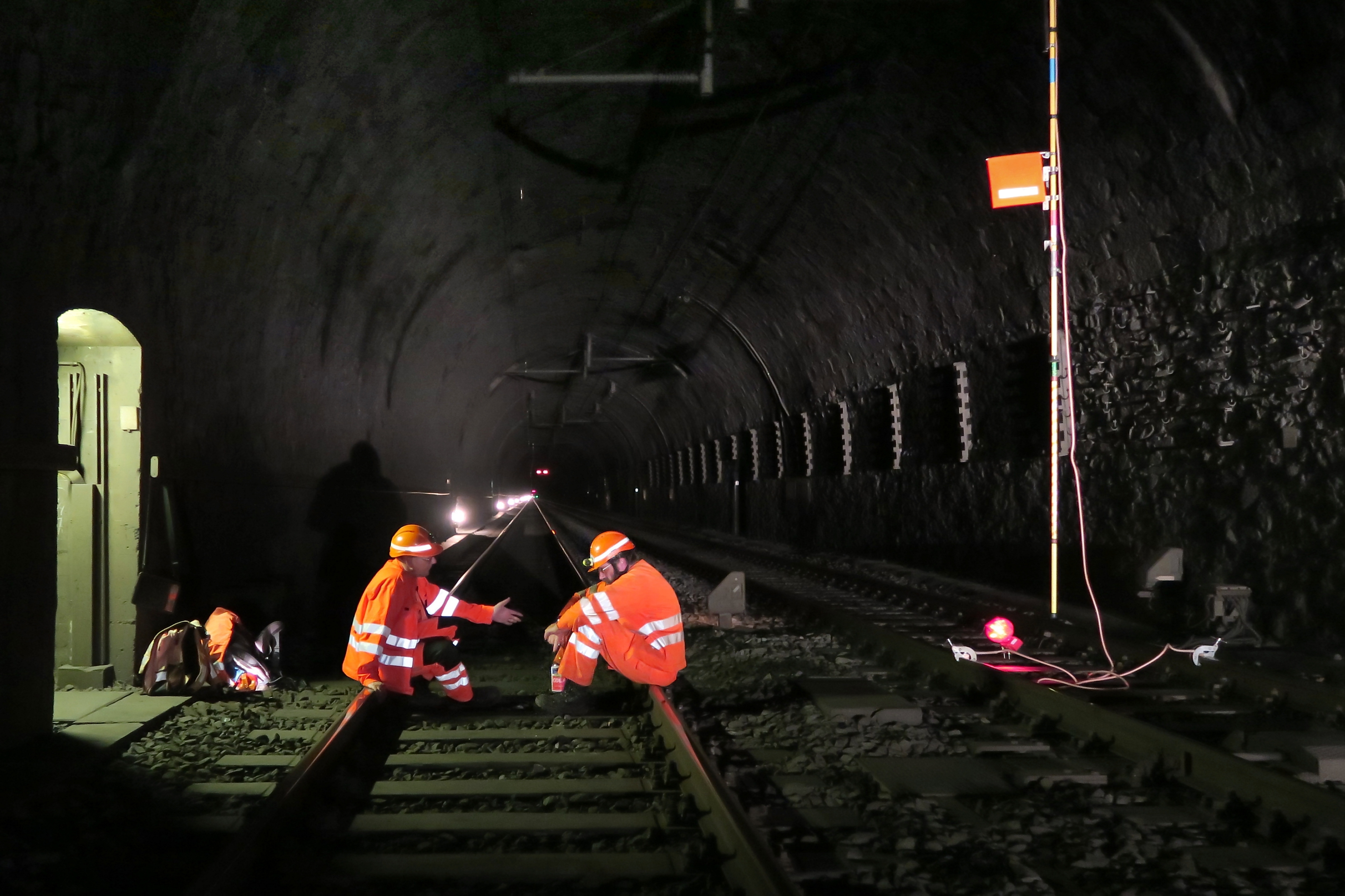